# Thomas av Celano
Tomas av Celano (italienska: Tommaso da Celano, född mellan 1185 och 1190 i Celano, Abruzzi, död ca. 1260 i Tagliacozzo, Abruzzo, var en italiensk lyriker och historieskrivare, känd för sin hagiografi över Franciskus av Assisi.
Han sägs även ha skrivit Dies irae, som finns i översättning i den svenska psalmboken.

## Psalmer
- Vredens stora dag i 1819 års psalmbok, som nr 498 med inledningen En dag skall uppgå för vår syn under rubriken "Med avseende på de yttersta tingen: Begravningspsalmer: Om de dödas uppståndelse och den yttersta domen".